# Thomas L. Sprague
Thomas Lamison Sprague (Lima, 2 ottobre 1894 – Chula Vista, 17 settembre 1972) è stato un ammiraglio statunitense.

## Biografia
Con il grado di contrammiraglio partecipò alla battaglia del Golfo di Leyte tra il 23 ed il 26 ottobre 1944 al comando del Taffy I, che comprendeva quattro portaerei di scorta e sette cacciatorpediniere di scorta. Subì l'attacco dell primo corpo speciale di piloti kamikaze, nel corso del quale furono danneggiate le portaerei Santee e Suwannee.